# Blendenautomatik

Typisiertes Betriebsarten-Wählrad einer Digitalkamera. Die Stellung S (Shutter priority) bezeichnet hier die Zeitvorwahl bzw. Blendenautomatik. Verbreitet ist auch die Abkürzung Tv (Time value).

Mit verschiedenen Verschlusszeiten (rechte untere Ecke) fotografierter Wasserfall

Als Blendenautomatik oder Zeitvorwahl wird eine Belichtungsautomatik bei Kameras bezeichnet, bei der die Belichtungszeit des Verschlusses von Hand vorgewählt wird: Die Kamera stellt den Wert der von der Belichtungsmessung als geeignet bestimmten Blendenzahl automatisch ein. Kameras, die über eine Blendenautomatik oder Zeitvorwahl verfügen, werden auch als Blendenautomaten bezeichnet. Auf dem Betriebsarten-Wählrad der meisten Kameras wird dieser Modus mit S (engl. shutter priority) oder Tv (engl. time value) gekennzeichnet.
Die Verschlusszeit ist ein fotografisches Gestaltungsmittel. Mit ihr werden wichtige Eigenschaften des Bildes wie die Bewegungsunschärfe beeinflusst. Die Blendenautomatik wird dann eingesetzt, wenn der Fotograf beispielsweise bei der Sportfotografie bewusst eine möglichst kurze Belichtungszeit anstrebt, um rasche Bewegungen der Sportler im Bild „einfrieren“ zu können, oder in der Naturfotografie, wenn durch eine möglichst lange Belichtungszeit das Verwischen der Konturen von fließendem Wasser angestrebt wird.
Die meisten modernen Spiegelreflexkameras verfügen über eine Blendenautomatik; bei Kompaktkameras besitzen meistens höherwertige Modelle diese relativ gezielte Steuerungsmöglichkeit der Belichtung.